# Victoria Atkins
Victoria Mary Atkins (Londra, 22 marzo 1976) è una politica e avvocata britannica, membro del Partito Conservatore.

## Biografia
Nata a Londra il 22 marzo 1976, Victoria è figlia di Robert Atkins, deputato ed europarlamentare, e di Dulcie Atkins, consigliera e sindaca conservatrice. Studia prima giurisprudenza al Corpus Christi College e poi, nel 1998, diventa avvocata presso la Società del Middle Temple. Successivamente esercita la sua professione nella capitale inglese.

### Carriera politica
Nel 2010 viene scelta per candidarsi come conservatrice per il collegio di Salisbury alle elezioni, nelle quali è battuta dal politico John Glen. Due anni dopo si candida come commissario di polizia e di criminalità per la forza di polizia della contea di Gloucestershire. Qui viene sconfitta da Martin Surl, candidato di area indipendente.
In occasione delle elezioni generali del 2015, Victoria Atkins viene selezionata come candidata per il seggio di Tonbridge and Malling, così come Tom Tugendhat, Edward Argar e Chris Philp. Alla fine vince la selezione Tom Tugendhat.
Sempre nello stesso periodo viene scelta per la candidatura in parlamento del collegio di Louth and Horncastle. Vince il seggio. Nel 2017, con le nuove elezioni, rimane alla Camera dei comuni col 63,9% dei voti.
Successivamente, in seguito alle dimissioni di Priti Patel da segretaria di Stato per lo sviluppo internazionale, Victoria Atkins sostituisce Sarah Newton come sottosegretaria di Stato parlamentare per la protezione, dopo che quest'ultima era divenuta ministra di Stato.
Nel 2019 viene nuovamente eletta parlamentare, avendo ottenuto il 72,7% dei voti.
Nel settembre 2021, in seguito al ritiro delle forze di difesa statunitensi in Afghanistan e alla successiva offensiva talebana, Victoria Atkins diventa ministra per il reinsediamento afgano e ministra di Stato per le carceri e la libertà vigilata.
Nel marzo 2022 si dimette da ministra per il reinsediamento afgano, venendo sostituita da Richard Harrington col nome di "ministro di Stato per i rifugiati". Nel luglio seguente, nel pieno della crisi di governo, si dimette anche da ministra di Stato a causa dell'instabilità politica. Nell'ottobre dello stesso anno è invece nominata segretaria finanziaria al Tesoro.
Nel rimpasto di governo deciso dal primo ministro Rishi Sunak del novembre 2023, Victoria Atkins viene nominata segretaria di Stato per la salute e l'assistenza sociale. Due giorni dopo l'insediamento presta giuramento come membro del Consiglio privato presso Buckingham Palace.
Nel luglio 2024, dopo la vittoria dei laburisti alle elezioni generali, lascia l'incarico ministeriale assieme all'interno governo Sunak. Rimane invece parlamentare, in quanto rieletta.

### Posizioni politiche

#### Uscita del Regno Unito dall'Unione europea
In occasione del referendum per la permanenza del Regno Unito all'interno dell'UE, Victoria Atkins ha affermato di aver votato a favore della permanenza. Tuttavia era anche a favore dello svolgimento di un referendum.

## Vita privata
Victoria Atkins è sposata con Paul Kenward, amministratore delegato di British Sugar. Insieme hanno un figlio.